# 阿尔贝托·索尔迪
阿尔贝托·索尔迪（義大利語：Alberto Sordi，1920年6月15日—2003年2月24日）是意大利演员、导演、编剧、歌手。索尔迪的演艺生涯横跨六十多年，他在二十世纪三十年代末开始演电影，在二十世纪五十年代起逐渐声名鹊起，在意大利喜剧电影中大放异彩。索尔迪是位高产的演员，一生出演了约160部电影。此外，他还参与电影配音工作，并自1966年起开始导演电影。
索尔迪是意大利电影界，尤其是意大利喜剧电影界，最重要的演员之一。他与尼诺·曼弗雷迪、维托里奥·加斯曼、乌戈·托尼亚齐、马切洛·马斯楚安尼相齐名。此外，他与阿尔多·法布里齐和安娜·马尼亚尼等是罗马的电影代表人物。
索尔迪赢得过7次意大利电影金像奖（大卫奖）最佳男主角奖项，是获该奖项最多的演员。1963年，他凭借《恶魔》中获得金球奖最佳音乐及喜剧类电影男主角。1972年，他在第22届柏林国际电影节上凭借《未决囚》获得最佳男演员银熊奖。1995年，他获得威尼斯电影节终身成就金狮奖。